# Countdown to Extinction
Countdown to Extinction (engl. für: „Countdown zur Ausrottung“) ist das fünfte Studioalbum der US-amerikanischen Thrash-Metal-Band Megadeth. Es wurde 1992 auf Capitol Records veröffentlicht. Es war das zweite Megadeth-Album mit Marty Friedman und Nick Menza. Es ist das meistverkaufte Album der Band und erreichte in den USA mit zwei Millionen verkaufter Einheiten Doppelplatin-Status. Weltweit verkaufte es sich etwa drei Millionen Mal. 1993 war es für einen Grammy als beste Metal-Performance nominiert.
Vier Singles wurden ausgekoppelt: Symphony of Destruction, Skin o’ My Teeth, Foreclosure of a Dream und Sweating Bullets (in zeitlicher Reihenfolge).

## Entstehung
Nach der überwundenen Drogensucht hatte Frontmann Dave Mustaine gemeinsam mit dem ebenfalls clean gewordenen Bassisten David Ellefson ein stabiles Line-Up mit dem Schlagzeuger Nick Menza und dem Gitarristen Marty Friedman zusammengestellt, und 1990 hatte die Band das Album Rust in Peace veröffentlicht. Die anschließende Tour war wegen zum Teil schwacher Live-Auftritte kritisiert worden. Hierzu kam es, da Mustaine nach eigener Aussage noch zeitweise unter den Folgen des Entzugs litt. Anfang Januar 1992 ging die Band ins Studio, um Countdown to Extinction aufzunehmen. Produzent Norman hatte bereits Rust in Peace abgemischt. Mustaine lobte die Arbeit Normans sehr und nannte ihn ein „Genie im Studio“. Die Vorproduktion wurde von Ryan Greene übernommen. Vorab wurde im Juni die Single Symphony of Destruction veröffentlicht, das Video wurde auch auf MTV gespielt. Das im Juli veröffentlichte Album stieg auf Platz 2 in den US-Billboard-Charts ein und verkaufte sich auch in anderen Ländern ausgezeichnet. Touraktivitäten folgten im Herbst und Winter 1992 sowie im darauffolgenden Jahr, u. a. mit Pantera und Suicidal Tendencies.

## Musikstil
Insbesondere in der Folge des 1991 veröffentlichten selbstbetitelten Metallica-Albums, auf dem die Band zum Teil zugänglicher wurde und langsamer spielte, und im Einklang mit der Entwicklung anderer Thrash-Metal-Bands zu dieser Zeit, fielen auch die Songs auf Megadeths Countdown to Extinction „kürzer, kompakter, weniger verspielt und erheblich melodiöser“ aus. Anstatt zum Thrash- oder Speed-Metal tendierte die Band eher zu einer streckenweise radiotauglichen Form des Heavy Metal, jedoch wurde Mustaines Stimme wieder etwas rauer als auf dem Vorgänger. Die von Mustaine mit Max Norman produzierte Platte wies einen metallischen, differenzierten und trockenen Klang auf. Zum Songwriting trugen erstmals alle vier Bandmitglieder bei, auch wenn Mustaine an allen Stücken beteiligt ist. In mehreren Stücken wurden Samples verwendet, so entstammen etwa die Samples am Anfang von Symphony of Destruction einer Aufnahme des Requiems von Wolfgang Amadeus Mozart (Domine Jesu).

## Songinhalte
Der Text zum Titelstück der Platte und somit auch der Albumtitel stammen von Schlagzeuger Nick Menza. Das Stück richtet sich gegen eine bestimmte Art von Jagden in den USA, sogenannte „Canned Hunts“. Symphony of Destruction thematisiert Militärdiktaturen, kann aber auch anhand des zugehörigen Videos, in dem ein offenbar korrupter Politiker erschossen wird, mit politischer Macht allgemein in Verbindung gebracht werden. Skin o’ My Teeth handelt von Mustaines früheren Suizidversuchen. This Was My Life behandelt eine frühere Liebesbeziehung Mustaines, in der er sich eingeengt fühlte und Hass auf seine Partnerin verspürte und den plötzlichen Wunsch sie umzubringen, was er jedoch nicht tat. Psychotron behandelt eine russische Maschine namens „Lida“, die, im Kopf eines Menschen implantiert, diesen kontrollieren könnte, womit der Mensch zu militärischen Zwecken einsetzbar wäre. Die Geschichte sei „belegbar“. Später sagte Mustaine, er habe dies im Fernsehen gesehen und glaube nicht wirklich an diese Idee, er bezeichnete sie wie die früheren Songs Black Friday und Bad Omen als „Fantasiestory“. High Speed Dirt handelt vom Fallschirmspringen und dem Fall, dass sich der Schirm nicht öffnet. Sweating Bullets beschreibt das Phänomen der Schizophrenie. Foreclosure of a Dream stammt von Dave Ellefson und ist ein Text über einen persönlichen Rückschlag, in diesem Falle der Verlust einer Farm seiner Eltern in der Reagan-Ära. Zugleich kann er jedoch auch auf den Aufstieg und Fall politischer Ideologien bezogen werden. Er enthält als Sample ein bekanntes Zitat des damaligen US-Präsidenten George H. W. Bush: „Read my lips“.

## Covergestaltung
Megadeth verzichteten bewusst auf eine Zusammenarbeit mit Ed Repka, der für frühere Megadeth-Cover verantwortlich zeichnete. Das Bild des aufschreienden, halbnackten alten Mannes, ein Motiv ähnlich Metallicas zu der Zeit laufendem The-Unforgiven-Video, stammt von Hugh Syme. Weiter sind mehrere Totenschädel abgebildet. Das Megadeth-„Maskottchen“ Vic Rattlehead erscheint anders als zuvor nur auf der Albumrückseite und im Booklet. Mustaine brachte das Artwork „indirekt“ mit der Thematik des Liedes Countdown to Extinction in Verbindung. In der Hauptsache sei es ihm „um ein provozierendes, interessantes Cover“ gegangen, „das Neugierde auf den Inhalt weckt“.

## Titelliste
1. Skin o’ My Teeth – 3:14 (Mustaine)
2. Symphony of Destruction – 4:02 (Mustaine)
3. Architecture of Aggression – 3:34 (Mustaine, Ellefson)
4. Foreclosure of a Dream – 4:17 (Mustaine, Ellefson)
5. Sweating Bullets – 5:03 (Mustaine)
6. This Was My Life – 3:42 (Mustaine)
7. Countdown to Extinction – 4:16 (Mustaine, Menza, Ellefson, Friedman)
8. High Speed Dirt – 4:12 (Mustaine, Ellefson)
9. Psychotron – 4:42 (Mustaine)
10. Captive Honour – 4:14 (Mustaine, Menza, Ellefson, Friedman)
11. Ashes in Your Mouth – 6:10 (Mustaine, Menza, Ellefson, Friedman)

## Rezeption
Steve Huey von www.allmusic.com schrieb, Megadeth seien mit diesem Album radio- und fernsehtauglicher geworden, Vorwürfe des Ausverkaufs seien aber angesichts der künstlerischen Qualität sinnlos. Einige Songs auf dem Album, wie etwa der „Megahit“ Symphony of Destruction zählten zu den besten der Band. Vier von fünf Sternen wurden vergeben. Holger Stratmann vom deutschen Rock Hard entdeckte „mehr songschreiberisches Niveau“ als beim Vorgänger, nannte aber die ersten drei Alben „unerreicht“. Er vergab neun von zehn Punkten. Im Buch „Best of Rock and Metal“ der nach Meinung der Redaktion des Rock Hard besten Alben wird die Platte auf Platz 445 geführt. Jenny Rönnebeck nannte Countdown to Extinction „eine der Platten, bei denen alles stimmt: Produktion, Songwriting und ein erstklassiges Coverartwork.“ Der Zynismus in den kritischen Texten sei „überzeugend“.

## Kommerzieller Erfolg

### Chartplatzierungen
| ChartsChartplatzierungen       | Höchstplatzierung | Wochen |
| ------------------------------ | ----------------- | ------ |
| Deutschland (GfK)              | 15 (20 Wo.)       | 20     |
| Österreich (Ö3)                | 12 (10 Wo.)       | 10     |
| Schweiz (IFPI)                 | 16 (7 Wo.)        | 7      |
| Vereinigte Staaten (Billboard) | 2 (58 Wo.)        | 58     |
| Vereinigtes Königreich (OCC)   | 5 (8 Wo.)         | 8      |

| ChartsJahrescharts (1992) | Platzierung |
| ------------------------- | ----------- |
| Deutschland (GfK)         | 86          |

### Auszeichnungen für Musikverkäufe
| Land/Region                  | Auszeichnungen für Musikverkäufe (Land/Region, Auszeichnung, Verkäufe) | Verkäufe  |
| ---------------------------- | ---------------------------------------------------------------------- | --------- |
| Argentinien (CAPIF)          | Gold                                                                   | 30.000    |
| Australien (ARIA)            | Gold                                                                   | 35.000    |
| Japan (RIAJ)                 | Gold                                                                   | 100.000   |
| Kanada (MC)                  | 3× Platin                                                              | 300.000   |
| Vereinigte Staaten (RIAA)    | 2× Platin                                                              | 2.000.000 |
| Vereinigtes Königreich (BPI) | Gold                                                                   | 100.000   |
| Insgesamt                    | 4× Gold · 5× Platin ·                                                  | 2.565.000 |